# Contomastix leachei
Contomastix leachei — вид ящірок родини теїдових (Teiidae). Ендемік Аргентини.

## Поширення і екологія
Contomastix leachei мешкають в провінціях Жужуй і Сальта на північному заході Аргентини, можливо, також в басейні річки Бермехо на півдні Болівії. Вони живуть в лісах Південноандійської юнги, де трапляються під камінням та берегах струмків та серед чагарників. Ведуть прихований спосіб життя.